# Ploník
Ploník (Polytrichum) je rod mechů z čeledi ploníkovité (Polytrichaceae). Patří mezi nejdokonalejší a nejznámější rody mechů. V ČR se vyskytuje deset druhů ploníků (jedenáctý je regionálně vyhynulý), čtyři jsou poměrně běžné (ploník chluponosný, jalovcový, obecný, ztenčený).

## Popis

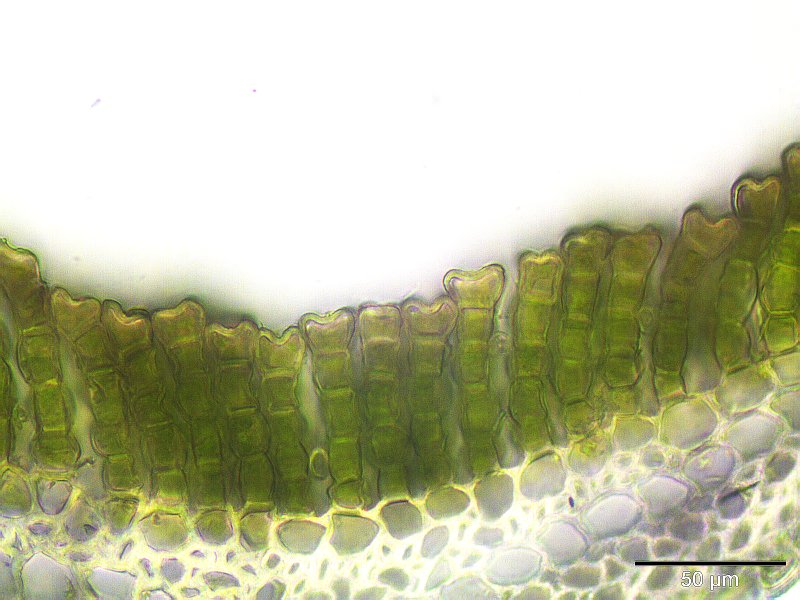
Stavba listu pod mikroskopem, Polytrichum commune

Lodyhy jsou až 50 cm dlouhé, vytváří kompaktní velké trsy. Ploníky jsou jednoduché i stromečkově větvené s podzemním, vlášenitým rhizomem (příchytná vlákna mechorostů) a s poměrně složitou anatomickou stavbou lodyžky (kauloidu), lístků (fyloidů) i štětu. Lodyžka má značnou diferenciaci tkání. Středem lodyžky se táhne pruh vodivého pletiva, který je tvořený specializovanými buňkami protáhlého tvaru. Tyto buňky vodivých pletiv napomáhají vedení vody a produktů fotosyntézy. Nazývají se hydroidy a leptoidy.
Lístky (fyloidy) jsou tmavozelené, cca 12 mm dlouhé, s vícevrstevnou čepelí a náhle rozšířenou bezbarvou bází sbíhající na stonek. Lístky jsou obvykle spirálně uspořádány v 6-8 řadách. Naspodu lodyžky jsou většinou drobné, šupinovité, horní jsou postupně větší, šídlovité až kopinaté, vždy s žebrem a četnými (až 40) lištami (lamelami) na vnitřní straně listů.
Na vnitřní straně lístku jsou vyvinuty četné paralelní asimilační lišty (lamely) postavené kolmo k ploše lístků. Za vlhka jsou lístky odstáté, za sucha vzpřímené.
Tobolka vyrůstá na dlouhém načervenalém štětu a je obvykle hranatá. Otevírá se víčkem. Střední sloupek tobolky (kolumela) vytváří na vrcholku membránovou strukturu, epifragmu, která může uzavírat i ústí tobolky. Spóry jsou drobné a vypadávají z tobolky otvory mezi obústními zuby (32 až 64) a epifragmou.

## Rozšíření
Téměř kosmopolitní rod, je znám ze všech kontinentů kromě Antarktidy. Chybí v některých tropických oblastech (západní Afrika, Malajsie). Vyskytuje se na vlhkých místech, především v jehličnatých lesích, na loukách, na okrajích rašelinišť, ale také na holé, písčité půdě.

## Záměny

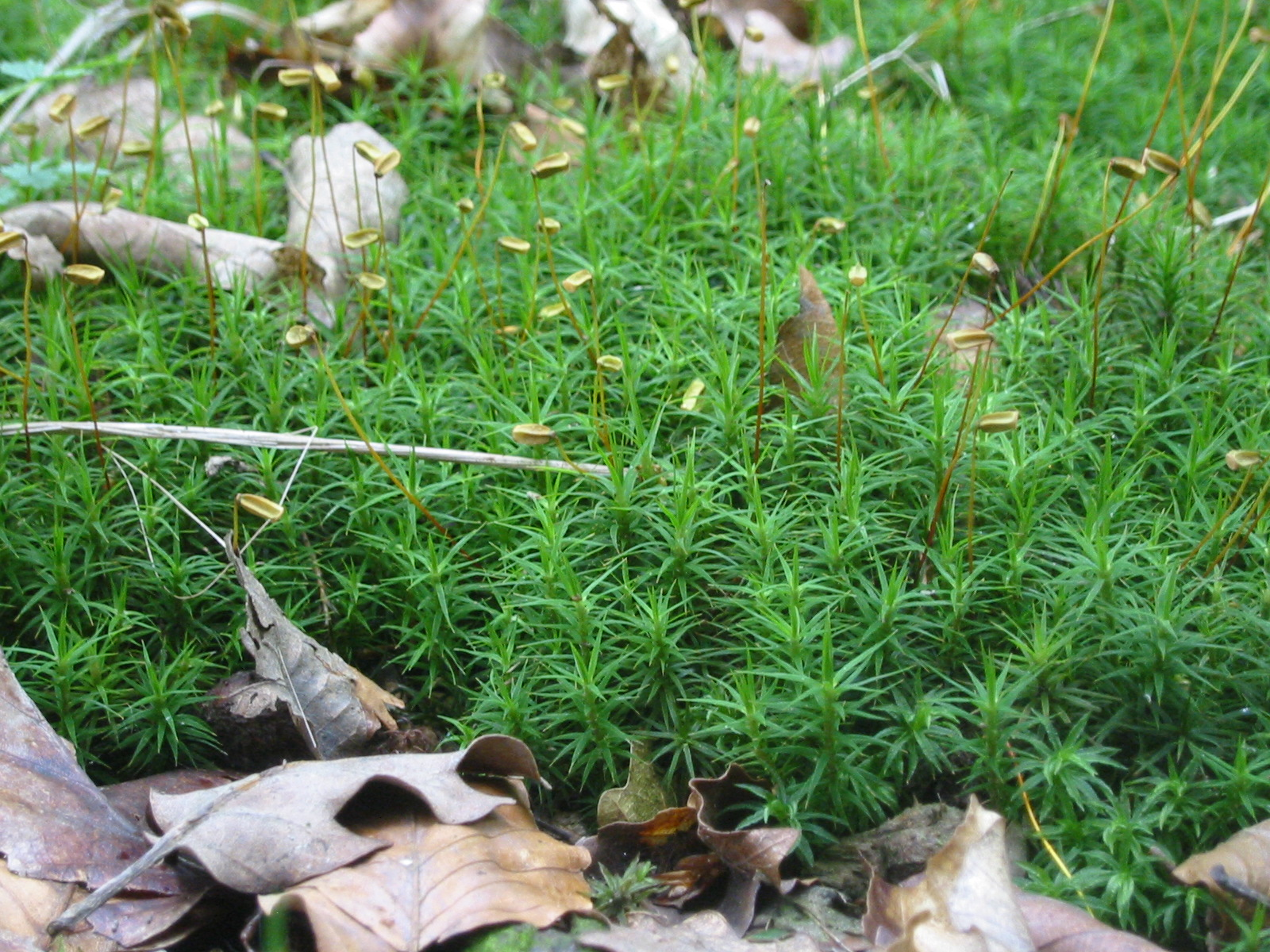

Ploník je sice velmi variabilní, ale v terénu dobře rozpoznatelný. Poměrně bezpečně ho lze odlišit podle výrazných lesklých a bezbarvých spodních částí listů, které obepínají lodyhu.

## Využití
- Díky své snadné rozpoznatelnosti a velkému rozšíření se ve školách používá jako modelový příklad mechu.
- Hraje důležitou roli v lesním hospodářství, zejména při zadržování vody, protože dokáže absorbovat až dvacetkrát tolik vody, kolik je jeho vlastní hmotnost.
- Dlouhé a poměrně pevné lodyhy bývaly používány k vycpávání mezer mezi trámy u roubených staveb.
- V zahrádkářství se často používají k tomu, aby vytvořily bohatý, hustý, zelený koberec v japonských zahradách.
- Můžeme se s ním setkat také v květinářství – jako dekorace v suché vazbě.

## Druhy ploníku

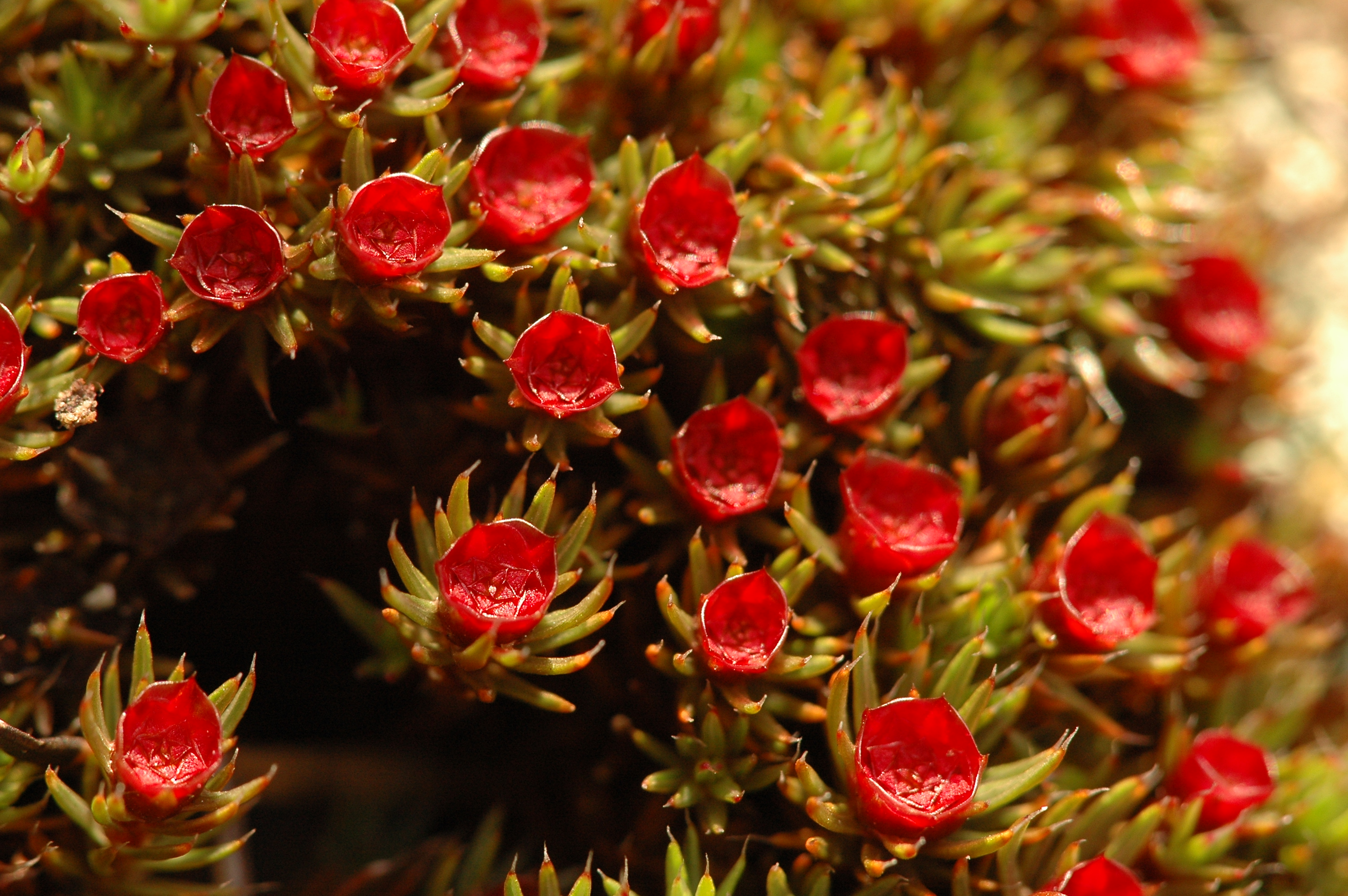
Ploník chluponosný

- Polytrichum alpinum – ploník horský
- Polytrichum formosum – ploník ztenčený – v Česku nejběžnější, dokáže růst i na sušších místech
- Polytrichum longisetum – ploník štíhlý
- Polytrichum pallidisetum – ploník zanedbaný
- Polytrichum sexangulare – ploník šestihranný – regionálně vyhynulý, vymizel z lokalit, nebo jeho lokality zanikly a není pravděpodobné, že by byl nalezen na jiných
- Polytrichum commune – ploník obecný – největší vzpřímeně rostoucí mech v Česku (přes 50 cm)
- Polytrichum juniperium – ploník jalovcový
- Polytrichum perigoniale – ploník menší
- Polytrichum piliferum – ploník chluponosný – má bělavý chlup na konci lístků
- Polytrichum strictum – ploník tuhý
- Polytrichum uliginosum – ploník bažinný